# Herb powiatu gdańskiego
Herb powiatu gdańskiego – jeden z symboli powiatu gdańskiego, ustanowiony 24 listopada 1999.

## Wygląd i symbolika
Herb przedstawia na tarczy dzielonej w słup w polu prawym czerwonym złotego lwa wspiętego w lewo, a w polu lewym srebrnym czarną kogę z czerwonym żaglem, na którym korona złota ponad dwoma krzyżami srebrnymi.